# Kanonistyka

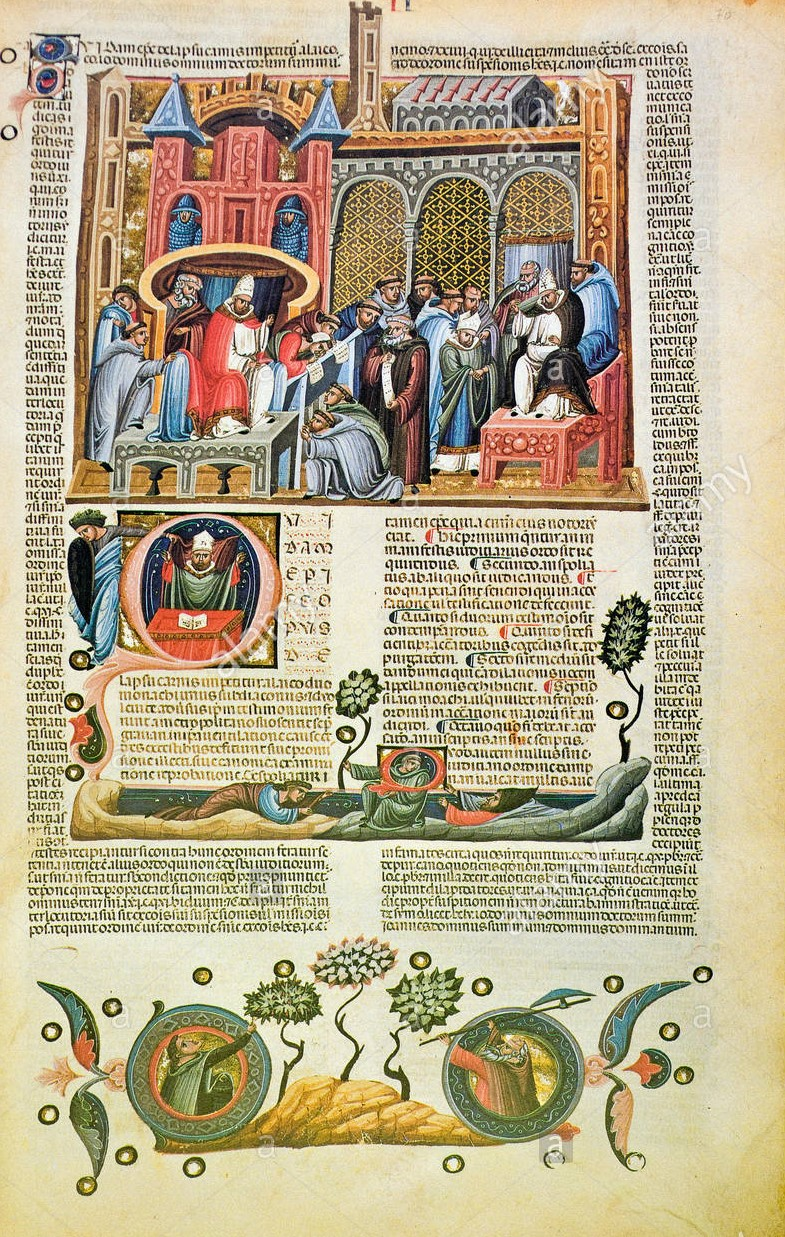
Przyznanie doktoratu, ilustracja w rękopisie Decretum Gratiani, XIV wiek

Kanonistyka – nauka o prawie kanonicznym, definiowana jako nauka prawna, bądź teologiczna, posługująca się odpowiadającymi im metodami badawczymi o charakterze prawno-teologicznym.

## Metody badawcze
Kanonistyka korzysta z metod różnych nauk. Niektóre z nich są rozwijane ze względu na swoją skuteczność, inne zaś traktowane jako pomocnicze:
- egzegetyczno-dogmatyczna – zapewnia zasady tłumaczenia pojęć wykorzystywanych w danej normie prawnej
- historyczna – odwołuje się do kontekstu historycznego, czyli jak prawo kanoniczne wyglądało dawniej i jak się przekłada na dzisiejszy zestaw norm
- porównawcza – umożliwiająca porównania różnych systemów prawnych
- socjologiczna – dzięki obserwacji życia ludzi w społeczeństwie stwierdza jakie skutki wywiera prawo na procesy społeczne
- psychologiczna
- statystyczna[1].

## Powstanie dyscypliny
Do połowy XII wieku prawo kościelne obejmowało różnorodne, niespójne, a czasem sprzeczne ze sobą przepisy. Niektóre zbiory praw miały niewielkie wstępy stanowiące zalążek ogólnej refleksji. Pierwszych systematyzacji i badań około 1100 roku dokonali: Bernold z Konstancji, Deusdedit, św. Iwo z Chartres, Bonizo z Sutri i Abger z Liège. Ojcem kanonistyki, jako dyscypliny naukowej, wykładanej wpierw na uczelniach włoskich, a potem w innych krajach, nazywany jest boloński prawnik Gracjan, który około 1140 roku opracował możliwie całościowy zbiór praw kościelnych z naukowym aparatem badawczym. Zbiór ten, określany najczęściej jako Dekret Gracjana, stał się podstawowym podręcznikiem kanonistyki.

## Kanonistyka w Polsce
Badania  prawa  kanonicznego w Polsce, szczególnie w dziedzinie kanonistyki historycznej, rozwinęły się w drugiej połowie XIX wieku. Powstały   wówczas pierwsze, oparte na badaniu źródeł historycznych, naukowe studia dotyczące historii polskiego prawa kościelnego i kanonicznego. Szczególne zasługi w tym względzie mają: Antoni Zygmunt Helcel, inicjator i pierwszy edytor serii wydawniczej Starodawne Prawa Polskiego Pomniki oraz Władysław Abraham, Bolesław Ulanowski i Józef  Brzeziński. Równocześnie rozwijano badania aktualnie obowiązującego prawa kanonicznego, w których wyróżnili się: św. Józef Sebastian Pelczar, wówczas profesor Uniwersytetu Jagiellońskiego i ks. Tadeusz Gronicki, profesor Wydziału Teologicznego tej uczelni. Wybitnym uczonym, uczestniczącym zarówno w badaniu przeszłości polskiego prawa kanonicznego, jak i w rozwoju badań nad obowiązującym prawem kanonicznym, był profesor prawa kanonicznego, przez ponad 25 lat kierujący Katedrą Prawa Kościelnego na Wydziale Prawa Uniwersytetu Jagiellońskiego, Udalryk  Heyzmann.